# Ümit Özat
Ümit Özat (Ankara, 30 ottobre 1976) è un allenatore di calcio ed ex calciatore turco, di ruolo difensore.

## Carriera
L'inizio della sua carriera si svolge al Gençlerbirliği e al Fenerbahçe come difensore o centrocampista difensivo, e nonostante il suo piede naturale sia il destro, può giocare anche sulla fascia sinistra. Le sue 212 presenze con la maglia del Fenerbahçe lo includono tra i giocatori più rappresentativi del club turco, ma nel maggio 2007 ha firmato un contratto triennale con i tedeschi del Colonia.
Il 29 agosto 2008, durante la partita di Bundesliga tra il suo Colonia e il Karlsruhe, viene colto da malore, perdendo i sensi, al 26' del primo tempo. Prontamente soccorso, ha fortunatamente ripreso conoscenza negli spogliatoi.
Il 14 marzo 2009 ha annunciato l'addio al calcio.

## Allenatore
La sua carriera continua come vice allenatore del Colonia sotto la guida di Zvonimir Soldo.
Si dimette come vice allenatore il 21 dicembre 2009.
In seguito, divenne assistente di Roger Lemerre nell'Ankaragücü.
Il 31 maggio 2010 è diventato allenatore, dopo l'esonero di Roger Lemerre.

## Palmarès

### Club

#### Competizioni nazionali
- Campionato turco: 3

Fenerbahçe: 2003-2004, 2004-2005, 2006-2007
- Coppa di Turchia: 1

Fenerbahçe: 2001